# 数码天空科技
数码天空科技（简称DST）是一个总部位于俄罗斯莫斯科的投资集团。公司是俄罗斯、CIS和东欧互联网市场的主要投资商。主要投资的公司包括大型的社交网站Vkontakte，俄语的互联网门户、邮件和社交网络公司Forticom。  部分收入来自付费点击广告和出售虚拟物品。 
根据俄语商业日报Vedomosti，亿万富翁阿利舍尔·乌斯曼诺夫拥有大约32%的股份。其他小股东包括高盛，Tiger Global 和 Renaissance Capital。
2009年5月DST 花费2亿美元购买了社交化媒体网站Facebook约1.96% 的股份，该网站估值约100亿美元。
此外，其控股的Forticom集团，拥有波兰语网站Nasza Klasa超过 70% 的股份，该网站有超过1500万的用户。 
2011年9月DST以8億美元入股Twitter，同年10月DST以5億美元入股京東商城5%股份。
截止2021年，DST Global著名投资包括：Facebook、Twitter、Whatsapp、Snapchat、Airbnb、Spotify、Alibaba、Xiaomi、Flipkart、Zynga、Groupon、CRED、Robinhood、Chime、Brex、Flexport、Nubank、Revolut、Acorns、Root Insurance、Swiggy、StockX、Earnin、Funding Circle、Qonto、Rappi、Gojek、Farfetch、Ola Cabs、DraftKings、Slack Technologies、Airwallex等。